# Чимботе
Чимботе (исп. Chimbote) — крупный город в перуанском регионе Анкаш, административный центр провинции Санта и округа Чимботе.
Город расположен на берегу залива Чимботе, к югу от города Трухильо и в 420 км к северу от Лимы, на Панамериканском шоссе. С этого города начинается цепочка важных городов, таких как Трухильо, Чиклайо и Пьюра.
В течение 1970-х годов рыболовство города претерпело много проблем из-за землетрясения и эффекта Эль-Ниньо. Выгодное географическое положение делает Чимботе главным транспортным узлом района долины реки Рио-Санта. По дороге Чимботе-Уаянка, построенной в 1922 году, в город доставляются уголь и железная руда, обеспечивающие местную сталелитейную промышленность. Также город является важным центром транспортировки риса, хлопчатника, сахарного тростника и бананов.
По данным переписи 2007 года, в городе проживает 334 568 человек.